# Medalha de Yser

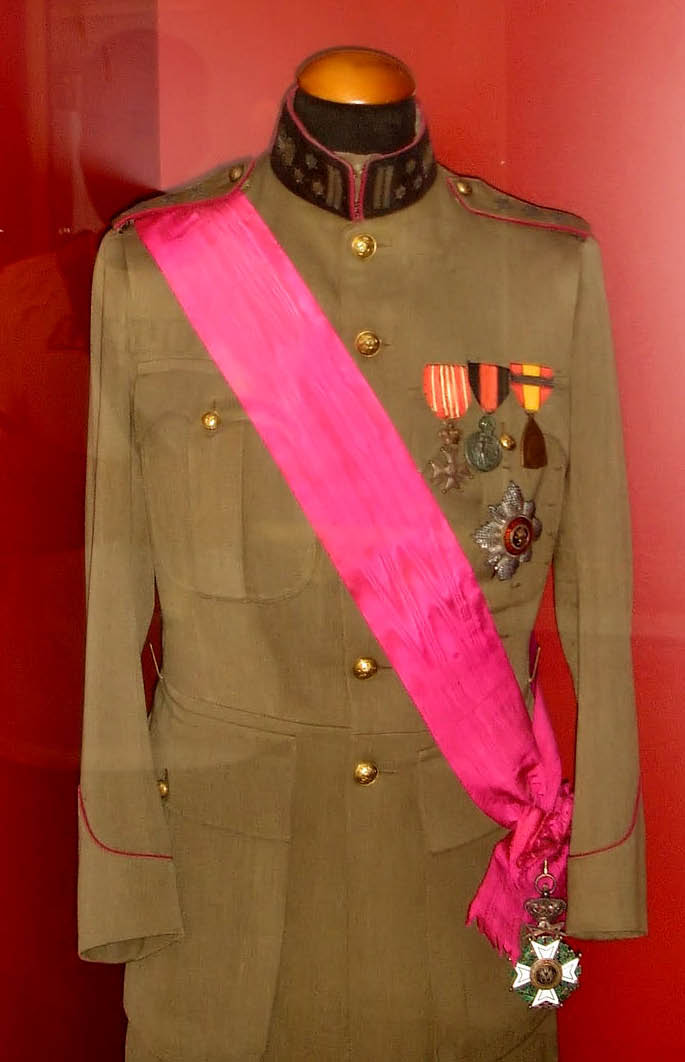
Uniforme do rei com a medalha Yser

A Medalha de Yser ( em francês:  Médaille de l'Yser , em neerlandês:  Medaille van de IJzer ) foi uma medalha de campanha belga da Primeira Guerra Mundial, estabelecida em 18 de outubro de 1918 para designar serviço diferenciado durante a Batalha de Yser de 1914, na qual o exército belga interrompeu o avanço alemão da invasão alemã da Bélgica . 

## Estatuto
A Medalha Yser foi concedida aos membros das Forças Armadas Belgas que faziam parte do exército que lutava ao longo do rio Yser entre 17 e 31 de outubro de 1914, que se mostraram dignos da distinção. A medalha também poderia ser concedida a cidadãos estrangeiros, caso do Príncipe Luís Felipe de Orléans e Bragança, membros de forças militares aliadas que participaram da Batalha de Yser . A medalha pode ser concedida postumamente. 
A Medalha Yser foi usada no lado esquerdo do peito e, na presença de outros prêmios da Bélgica, foi colocada logo após o Croix de Guerre (Cruz da Guerra). 

## Descrição da medalha
A medalha Yser era de 35 mm em diâmetro coberta por bronze e com outro medalhão verde de menor diâmetro. O anverso trazia um homem nu, de capacete, segurando uma lança, à direita, a inscrição em relevo nas três linhas " 17-31 OUT 1914 ". No medalhão esmaltado, a inscrição em relevo " YSER ". O reverso exibia a imagem de relevo do lado esquerdo de um leão ferido rugindo, deitado na margem do rio Yser, uma flecha no ombro esquerdo, abaixo do leão, a inscrição de relevo " YSER ", no medalhão, a coroa real belga sobre a letra de relevo "A", o monograma do rei Albert . 
A medalha era suspensa por um anel através do laço de suspensão até uma fita de moiré de seda vermelha com listras largas nas bordas pretas. O vermelho denota o sangue derramado, o preto denota o luto. 

## Yser Cross
A medalha Yser foi substituída pela cruz Yser (em em francês:  Croix de l'Yser    , em neerlandês:  Kruis van de IJzer    ) em 1934. A cruz era de desenho semelhante à medalha exibindo o mesmo anverso e reverso, exceto que tinha a forma de uma cruz pattée . A Cruz Yser foi emitida como um substituto da Medalha Yser anterior, mediante solicitação e pagamento de uma taxa; consequentemente, poucos foram emitidos, pois poucos veteranos queriam trocar sua medalha e menos ainda quiseram pagar a taxa. A Medalha Yser e a Cruz Yser não podiam ser usadas juntas, era uma ou outra. Embora tenham recebido a mesma fita preta e vermelha que a medalha Yser, muitos receptores flamengos optaram por uma fita preta e amarela não oficial identificando-os como belgas de língua holandesa.  